# Convarcia leopoldi
Convarcia leopoldi är en insektsart som beskrevs av Victor Lallemand 1931. Convarcia leopoldi ingår i släktet Convarcia och familjen Nogodinidae. Inga underarter finns listade i Catalogue of Life.